# Urocampus
Urocampus es un género de peces singnatiformes de la familia Syngnathidae.

## Especies
Se reconocen las siguientes especies:
- Urocampus carinirostris
- Urocampus nanus